# Cabera subalba
Cabera subalba là một loài bướm đêm trong họ Geometridae.